# Vietnam International Series
Die Vietnam International Series sind offene vietnamesische internationale Meisterschaften im Badminton. Erstmals wurden diese Titelkämpfe 2014 ausgetragen. Sie sind nicht zu verwechseln mit den Vietnam International und den Vietnam Open.

## Die Sieger
| Jahr      | Herreneinzel        | Dameneinzel       | Herrendoppel                 | Damendoppel                                   | Mixed                              |
| --------- | ------------------- | ----------------- | ---------------------------- | --------------------------------------------- | ---------------------------------- |
| 2014      | Lim Chi Wing        | Vũ Thị Trang      | Low Juan Shen Ong Yew Sin    | Nguyễn Thị Sen Vũ Thị Trang                   | Đào Mạnh Thắng Phạm Như Thảo       |
| 2015      | Krishna Adi Nugraha | Goh Jin Wei       | Hardianto Kenas Adi Haryanto | Gebby Ristiyani Imawan Tiara Rosalia Nuraidah | Rian Swastedian Masita Mahmudin    |
| 2016      | Nguyễn Tiến Minh    | Chen Su-yu        | Đỗ Tuấn Đức Phạm Hồng Nam    | Nguyễn Thị Sen Vũ Thị Trang                   | Rinov Rivaldy Vania Arianti Sukoco |
| 2017 2021 | nicht ausgetragen   | nicht ausgetragen | nicht ausgetragen            | nicht ausgetragen                             | nicht ausgetragen                  |
| 2022      | Liu Liang           | Nguyễn Thùy Linh  | Chen Boyang Liu Yi           | Li Yijing Luo Xumin                           | Jiang Zhenbang Wei Yaxin           |
| 2023      | Liu Liang           | Wu Luoyu          | Xie Haonan Zeng Weihan       | Kaho Osawa Asuka Sugiyama                     | Zhou Zhihong Yang Jiayi            |
| 2024      | Kim Byung-jae       | Kim Min-ji        | He Zhi-wei Huang Jui-hsuan   | Isyana Syahira Meida Rinjani Kwinara Nastine  | Trần Đình Mạnh Phạm Thị Khánh      |
| 2024      | Kim Byung-jae       | Kana Furukawa     | He Zhi-wei Huang Jui-hsuan   | Lin Fangling Zhou Xinru                       | Shang Yichen Lin Fangling          |